# مدرسة أمريكا الشمالية (فيتنام)
مدرسة أمريكا الشمالية هي مدرسة دولية خاصة تقع في مدينة هو تشي منه، فيتنام.

## الروابط الخارجية
1. ↑  "Schools of North America". مؤرشف من الأصل في 2017-02-25.
2. ↑  "Western Association of Schools and Colleges". مؤرشف من الأصل في 2019-05-22.

- Schools of North America